# نمهیل
نِمَهیل روستایی است که در استان اردبیل، شهرستان خلخال، بخش خورش رستم، دهستان خورش رستم جنوبی قرار دارد.
این روستا حاصلخیزترین خاک شهرستان خلخال را دارد و به همین دلیل درختان زیادی نیز در آنجا موجود است که سالانه بیش از ۵۰۰تن میوه می‌دهند از جمله انجیر، انگور، انار، زیتون، زردآلو، آلو، هلو، گردو، بادام، گلابی، به،
سیب و…
این روستا بعد از میوه جات محصولات معروف دیگری نظیر
برنج هاشمی، بادام زمینی، گندم، کلزا، لوبیا، نخود، عدس، گلرنگ، ذرت، پنبه،
آفتابگردان، گوجه فرنگی، پیاز، سیر، فلفل و… دارد که هرساله بیش از ۵۰۰ تن کشت می‌شود.
کشاورزی و دامپروری مهمترین کار مردم و بافتن فرش و پوشاک و دومین کار مهم روستا است.
۴ دلیل کشت و صنعت روستا عبارتند از:
1. وجود آب کافی (رودقزل اوزن)
2. خاک کاملاً حاصلخیز و نرم
3. گرمای مطلوب
4. قرار گرفتن در موقعیت جغرافیایی بسیار پایین

## جمعیت
بر اساس سرشماری سال ۱۳۸۵ جمعیت این روستا ۷۹۱ نفر با ۱۸۶ خانوار بوده‌است.